# Balș (Iași)
Balș è un comune della Romania di 3 339 abitanti, ubicato nel distretto di Iași, nella regione storica della Moldavia.
Il comune è formato dall'unione di 3 villaggi: Balș, Boureni, Coasta Măgurii.